# 순창 설씨
순창 설씨(淳昌薛氏)는 전북특별자치도 순창군을 본관으로 하는 한국의 성씨이다.

## 기원
시조인 설거백(薛居伯：호진(虎珍))은 신라가 생기기 이전인 기원전 57년 박혁거세의 탄생설화에 나오는 6부 촌장 중 한 사람이다. 진한(辰韓) 땅이었던 명활산 고야촌(明活山 高耶村：지금 경상북도 경주시 천북면)의 촌장으로 나머지 5촌장과 함께 박혁거세를 신라 초대왕으로 추대해 신라를 세웠다. 32년(유리왕 9)에 6촌이 6부로 개칭되면서 명활산 고야촌도 습비부(習比部)로 개칭하고 2대 설지덕(薛支德)이 설씨로 사성(賜姓)받았다. 그 후 설거백(薛居伯)은 516년(법흥왕 3) 무신공(武信公)으로 시호(諡號)를 받았고, 무열왕 때에 장무왕(壯武王)으로 추봉되었다.

## 역사
설거백을 시조로 받들고 경주를 본관으로 세계를 이어오다가 36세손 설자승이 1124년(고려 인종 2) 호부시랑(戶部侍郎)이 되고 순화백(淳和伯)에 봉해지자 본관을 순창으로 분관하였다.
설자승의 증손자 설신(薛愼)이 20세에 과거에 급제하여 1216년(고종 3) 함풍현(咸豐縣)의 감무(監務)로 나가 치적을 쌓아 포상을 받고, 경상도안찰사(慶尙道按察使)·서북면병마사(西北面兵馬使)·판예빈성사(判禮賓省事)·국자감대사성(國子監大司成)·상서좌복야(尙書左僕射) 등을 지내고, 1251년 추밀원부사(樞密院副使)·형부상서(刑部尙書)에 이르렀다. 그의 8형제 가운데 3형제가 과거에 급제하여 어머니 조씨(趙氏)가 국대부인(國大夫人)에 봉해졌다.
설신의 아들 설공검(薛公儉, 1224년 ∼ 1302년)은 고려 고종 때 과거에 급제하여 감찰대부(監察大夫)·지첨의부사(知僉議府事)·참리(參理)를 거쳐 찬성사(贊成事)와 중찬(中贊)으로 치사(致仕)했다. 시호는 문량(文良)이고, 충렬왕묘(忠烈王墓)에 배향(配享)되었다.
설공검의 아들 설지충(薛之冲)은 충렬왕 때 첨의찬성사(僉議贊成事)를 역임하였다.
설지충의 증손인 중랑장(中郞將) 설응(薛凝)의 아들 설위(薛緯)는 1419년(세종 1년) 식년시(式年試) 동진사(同進士) 1위로 급제하여 관직은 만경현령을 거쳐 성균관대사성에 이르렀다.

## 본관
순창(淳昌)은 전라북도 남부 중앙에 위치하는 지명이다. 백제의 도실군(道實郡)인데, 신라가 통일한 후 757년(경덕왕 16) 순화군(淳化郡)으로 고쳤고, 940년(고려 태종 23) 순창(淳昌)으로 바뀌어 오늘날까지 이어지고 있다.

## 분파
- 참판공파(參判公派)
- 문숙공파(文肅公派)
- 참의공파(參議公派)
- 대사성공파(大司成公派)
- 진사공파(進士公派)
- 옥천군파(玉川君派)
- 군수공파(郡守公派)
- 삼지당공파(三知堂公派)

## 과거 급제자
순창 설씨는 조선시대 문과 급제자 2명, 무과 급제자 3명, 사마시 13명을 배출하였다.
문과
설경관(薛慶觀) 설위(薛緯)
무과
설관징(薛觀徵) 설시민(薛時敏) 설언창(薛彦昌)
생원시
설거일(薛居一) 설경옥(薛慶玉) 설규징(薛奎徵) 설당(薛瑭) 설세옥(薛世玉)
설언룡(薛彦龍) 설욱준(薛煜俊) 설원개(薛元凱) 설정(薛晸) 설휘(薛徽)
진사시
설관도(薛貫道) 설만동(薛萬東) 설장영(薛長榮)
율과
설방보(薛邦輔)

## 조선 왕실과의 인척 관계
- 순평군(조선 정종의 서자)비 군부인 순창 설씨

## 항렬자
- 대동항렬 (시조로 1세)

| 60세     | 61세   | 62세     | 63세   | 64세     | 65세   | 66세     | 67세   | 68세     | 69세   | 70세     | 71세   | 72세     | 73세   | 74세     | 75세   | 76세     | 77세   | 78세     | 79세   |
| -------- | ------ | -------- | ------ | -------- | ------ | -------- | ------ | -------- | ------ | -------- | ------ | -------- | ------ | -------- | ------ | -------- | ------ | -------- | ------ |
| 口규(奎) | 진(鎭) | 口수(洙) | 동(東) | 口환(煥) | 재(在) | 口석(錫) | 태(泰) | 口식(植) | 영(榮) | 口용(瑢) | 종(鐘) | 口윤(潤) | 병(秉) | 口열(烈) | 기(基) | 口용(鏞) | 영(永) | 口근(根) | 병(炳) |

## 집성촌
- 전북특별자치도 순창군 금과면
- 전라남도 진도군 지산면 인지리
- 경상남도 밀양시 부북면 가산리
- 경상남도 의령군 봉수면 서득리
- 함경남도 단천군 아다면 연대리
- 함경남도 이원군 동면 신풍리

## 인구
- 1985년 5,863가구 24,181명
- 2000년 8,607가구 27,926명
- 2015년 35,825명 (남 17,917명 + 녀 17,908명)

## 같이 보기
- 경주 설씨 (호진)